# À nous de jouer

À nous de jouer est un téléfilm français réalisé par André Flédérick en 1981.

## Synopsis
Une directrice des programmes d'une chaîne de télévision refuse à Jérôme le droit de s'exprimer. Mais celui-ci fait un jour irruption dans une émission en direct pour expliquer la vérité aux téléspectateurs.

## Fiche technique
- Titre : À nous de jouer
- Réalisation : André Flédérick
- Scénario : Félicien Marceau
- Genre : Film dramatique
- Durée : 90 minutes
- Date de diffusion : 1er avril 1981 sur TF1

## Distribution
- Jean Piat : Jérôme
- Judith Magre : la directrice des programmes
- Annick Blancheteau : Véronique
- Gérard Lartigau : Bernard
- Denise Fabre : la speakerine
- Pierre Rousseau : Lénine
- Corinne Le Poulain : Solange
- André Valardy : Léon
- Michel Roux : le ministre
- Magda Movroyan : la mère de Lénine
- Laurence Badie : Yvette
- André Badin
- Micha Bayard
- Damien Boisseau
- Marie-Pierre Casey
- Jean Cousin
- Henri Lambert
- Jean-Pierre Laurent
- Suzanne Legrand
- Josiane Lévêque
- Jacques Pisias
- Jean-Pierre Rambal
- Georges Téran
- Léon Zitrone